# Município de Farmington (Ohio)
Localização do Ohio nos E.U.A.
O município de Farmington (em inglês: Farmington Township) é um município localizado no condado de Trumbull no estado estadounidense de Ohio. No ano de 2010 tinha uma população de 2728 habitantes e uma densidade populacional de 38,4 pessoas por km².

## Geografia
O município de Farmington encontra-se localizado nas coordenadas 41° 23′ 21″ N, 80° 57′ 06″ O. Segundo a Departamento do Censo dos Estados Unidos, o município tem uma superfície total de 71.04 km², da qual 70,97 km² correspondem a terra firme e (0,11 %) 0,08 km² é água.

## Demografia
Segundo o censo de 2010, tinha 2728 pessoas residindo no município de Farmington. A densidade populacional era de 38,4 hab./km².